# Amoń
Amoń (ros. Амонь) – wieś (ros. село, trb. sieło) w zachodniej Rosji, w sielsowiecie kalinowskim rejonu chomutowskiego w obwodzie kurskim.

## Geografia
Miejscowość położona jest nad rzeką Amońka, 11,5 km od centrum administracyjnego sielsowietu kalinowskiego (Kalinowka), 14,5 km od centrum administracyjnego rejonu (Chomutowka), 116 km od Kurska.
W granicach miejscowości znajdują się 154 posesje.

## Historia
Do czasu reformy administracyjnej w roku 2010 wieś Amoń była centrum administracyjnym sielsowietu amońskiego. W tymże roku doszło do włączenia sielsowietów klewieńskiego i amońskiego do sielsowietu kalinowskiego.

## Demografia
W 2010 r. miejscowość zamieszkiwało 179 osób.